# Chrysoupoli
Chrysoupoli (griechisch Χρυσούπολη (f. sg.); bis 1925 türkisch Sarışaban Σαρή Σαμπάν Сари Сабан) ist eine Kleinstadt im Zentrum der Nestos-Ebene, ungefähr 4 km südlich der Ethniki Odos 2 bzw. der Aftokinitodromos 2.

## Geographie
Die Stadt liegt 28 km entfernt von Kavala entfernt und 26 km entfernt von Xanthi, 10 km sind es bis zum Flughafen Kavala und 16 km zum Hafen von Keramoti.

## Wirtschaft
Chrysoupoli war früher auch Standort ein wichtiger Verkehrsknotenpunkt und viele Gewerbe der Stadt waren darauf ausgerichtet, die Reisenden zu bedienen. So gab es verschiedene Herbergen, Gaststätten, Werkstätten etc.
Heute ist die Stadt das Zentrum des agrarisch geprägten Nestos-Deltas und des großen Bewässerungswerkes das im Umkreis errichtet wurde. Auf den landwirtschaftlichen Flächen rund um Chrysoupoli werden vor allem Mais, Bohnen, Zuckerrüben, Spargel und Kiwis angebaut. Darüber hinaus befindet sich dort der Sitz einer der größeren Ziegelbrennereien des Landes.

## Mythologie
Das Gebiet von Chrysoupoli ist seit dem Altertum besiedelt. Nach der Sage soll Orpheus in den Auwäldern auf Dionysos getroffen sein. Im übertragenen Sinn trifft hier der Osten, der durch Dionysos repräsentiert und mit dem Wein in Verbindung gebracht wird auf den Westen, der durch Orpheus, den Repräsentanten der Technik, dargestellt wird.
Die Hedoni (Idoni) waren das erste Volk, dass in diesem Gebiet siedelte. Sie nannten sich nach Edonos, dem Sohn den Ares mit der Nymphe Kallirrhoë (in diesem Fall eine Tochter des Nestos) gezeugt haben soll. Sie gaben im Altertum auch dem Landstrich Edonida im westlichen Thrakien entlang des Flusslaufs des Nestos seinen Namen.

## Geschichte
Das Gebiet des heutigen Chrysoupoli geht zurück auf die Einteilung im Osmanischen Reich 1375–1376. In dieser Zeit wurde die Stadt von den Türken als Sarışaban gegründet. Ihren Namen erhielt sie von dem gleichnamigen Grundbesitzer (dt. etwa: Blonder Saban). Die erste griechisches Bezeichnung war Sapeï (Σαπαίοι) nach dem Thrakischen Stamm, der in der Antike in dem Gebiet ansässig war. Die heutige Bezeichnung geht zurück auf einen Übersetzungsfehler des türkischen Namens, der fälschlicherweise als Goldener Pflug übersetzt wurde. Dennoch trägt der Name zur Beliebtheit des Ortes bei.
Die heutige Stadt geht zurück auf die Entwicklung des 17. Jahrhunderts. Damals gehörte sie unter dem Namen Eski Sarışaban (Alt-Sarisaban) zum Kreis Eratino Kavalas (Ερατεινό Καβάλας).
Am 11. Juli 1913 wurde der Ort an Griechenland angeschlossen. 1919 wurde er als Verwaltungseinheit anerkannt und 1946 zur Stadt erhoben. Das Stadtbild beherrschen einige denkmalgeschützte Gebäude, darunter der Turm der Kirche Agios Dimitrios von 1884, das Alte Verwaltungsgebäude von 1880 und das Gebäude der Landwirtschaftlichen Bank (Αγροτικής Τράπεζας) von 1924.
In der Vergangenheit war Chrysoupoli das Verwaltungszentrum zunächst der Kaza Sarışaban und später im Königreich Griechenland nach 1913 der Provinz Nestos. Die Gemeinde Chrysoupoli wurde bei der Verwaltungsreform 2010 zusammen mit den Gemeinden Keramoti und Orino zur neuen Gemeinde Nestos fusioniert. Heute ist Chrysoupoli der Sitz der neuen Gemeinde Nestos.

## Bevölkerung
Die Bevölkerung setzte sich nach den Kriegen zusammen aus Flüchtlingen, Epiroten, Kleinasiatischen Griechen, Pontiern, Thrakiern und Sarakatsanen. Daher tragen viele Siedlungen Namen, die von der Herkunft ihrer Bewohner Zeugnis geben. Die größten Gruppen bilden dabei die Thrakier und die Pontier mit jeweils etwa 40 % Bevölkerungsanteil. Die ältesten Siedlungen griechische Bauart gehen auf Epiroten zurück, die sich in den 1820er Jahren angesiedelt haben.
Schon immer ist die wichtigste Einrichtung des Ortes der wöchentliche Markt, der jeweils dienstags abgehalten wird.

## Sehenswürdigkeiten
Im Naturgeschichtlichen Nestos-Museum (Μακεδονικό Μουσείο Φυσικής Ιστορίας Χρυσούπολης) wird Aufklärung über die Natur des Nestos-Deltas und zum Umweltschutz der Region betrieben.

## Städtepartnerschaften
Chrysoupoli unterhält Städtepartnerschaften mit Jagodina (Serbien) und Slatograd (Bulgarien).